# Токугава Јемицу
Токугава Јемицу (1604-1651), трећи шогун из династије Токугава (владао 1623-1651). У току његове владе заведена је политика изолације Јапана од иностранства и довршено је искорењивање хришћанства у Јапану.

## Биографија
Токугава Ијемицу био је најстарији син Токугава Хидетаде (1579-1632), другог шогуна Токугава. Његову владавину обележио је интензиван прогон хришћана у Јапану, започет 1614, који је кулминирао великим устанком хришћана на полуострву Шимабара (1638) на западном делу острва Кјушу. Прогон хришћана, чија је религија проглашена за опасну доктрину, ишао је у два правца. У унутрашњој политици, сви католички свештеници и њихови верници морали су бити похапшени и натерани да се одрекну своје вере, или погубљени, а потказивачима су законом гарантоване новчане награде. Укупно је око 3.000 јапанских хришћана дало животе за своју веру, а последње веће групе (око 600 хришћана на домену Омура на острву Кјушу) уништене су 1657-1658. У спољашњој политици, низ едиката у периоду од 1633. до 1639. ограничио је везе Јапана са страним земљама: 1635. Јапанцима је под претњом смртне казне забрањено путовање у иностранство, а 1639, после устанка у Шимабари, сви португалски трговци протерани су из земље и све везе са католичким земљама у потпуности су прекинуте. Следеће године погубљена је цела португалска делегација Макао-а, у свему 61 човек, која је 1640. дошла у Јапан како би протестовала против шогунових мера. После 1639. једина веза Јапана са Европом остали су Холанђани, којима је дозвољено да држе малу трговачку постају на острву Деџима у луци Нагасаки.

## На филму
Млади Токугава Ијемицу и његов долазак на власт детаљно су приказани у историјској драми Шогунов Самурај (1978).